# Par (stacja kolejowa)
Par – stacja kolejowa w miejscowości Par w dystrykcie Restormel w hrabstwie Kornwalia na linii kolejowej Cornish Main Line Lokalny węzeł kolejowy, z odgałęzieniem do Newquay – linia Atlantic Coast Line.

## Ruch pasażerski
Stacja obsługuje ok. 182 676 pasażerów rocznie (dane za rok 2021/2022). Posiada połączenie bezpośrednie z Bristolem, Exeterem, Penzance, Plymouth i Newquay.

## Obsługa pasażerów
Kasa biletowa, automat biletowy, poczekalnia kl. II, wózki bagażowe, przystanek autobusowy, postój taksówek.